# St. Zyprian
St. Zyprian (italienisch San Cipriano) ist eine Fraktion der Gemeinde Tiers in Südtirol, Italien. Sie liegt auf 1100 m s.l.m. im Tierser Tal und ist etwa 3 Kilometer vom Hauptort der Gemeinde entfernt.
Der Ort liegt an der Straße zum Nigerpass; die namensgebende Kirche befindet sich etwas außerhalb des Ortes an der Abzweigung der Straße nach Weisslahnbad.
Die Buslinie nach Tiers endet in St. Zyprian (am Ende des Orts liegt die Endhaltestelle Zyprianer Hof). Im Sommerhalbjahr fahren einige der Busse über den Nigerpass zum Karerpass weiter.
Seit Februar 2022 verbindet eine Pendelbahn mit 60 Plätzen St. Zyprian mit der Frommer Alm; von dort aus führen weitere Seilbahnen nach Welschnofen bzw. zur Kölner Hütte (2337 m s.l.m.).
Wegen seiner Nähe zum Rosengartengebiet -der Naturpark Schlern-Rosengarten beginnt direkt am Ort- ist St. Zyprian ein beliebter Ausgangspunkt für Wanderungen. Haupterwerbsquelle ist der Tourismus, Landwirte gibt es nur mehr wenige, die Felder oberhalb des Dorfes werden vorwiegend von Bauern aus dem Hauptort bewirtschaftet.

## Kirche
Die Zypriankirche ist, wie die Tierser Pfarrkirche St. Georg, im 13. Jahrhundert entstanden und den Heiligen Cyprian und Justina von Antiochia geweiht. Sie wurde um 1538 erneuert. Westfassade mit einfacher Rundbogentür und schindelgedecktem Vordach. Der Turm wird von einem ebenfalls schindelgedeckten Pyramidendach abgeschlossen und ist nordöstlich mit dem Baukörper verbunden. Er hat einen eigenen, durch eine Holzleiter erschlossenen Zugang. Das Fresko an der südlichen Außenseite mit der Darstellung der Namenspatrone, die die Wiesen des Dorfes vor Unwetter schützen, stammt aus dem 17. Jahrhundert und zeigt deutliche Verwitterungsspuren und Schäden (März 2017).

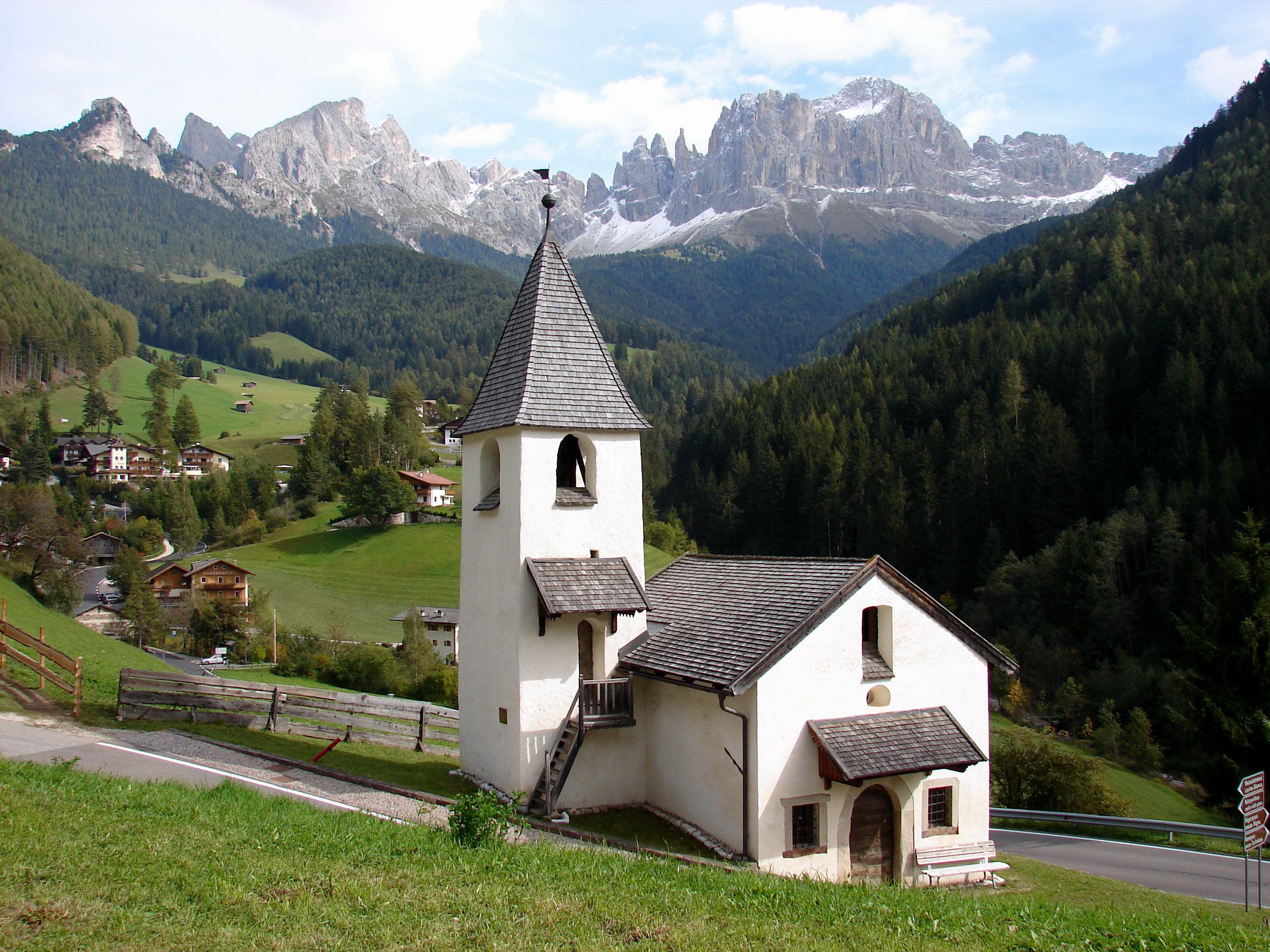
Zypriankirche mit Rosengarten
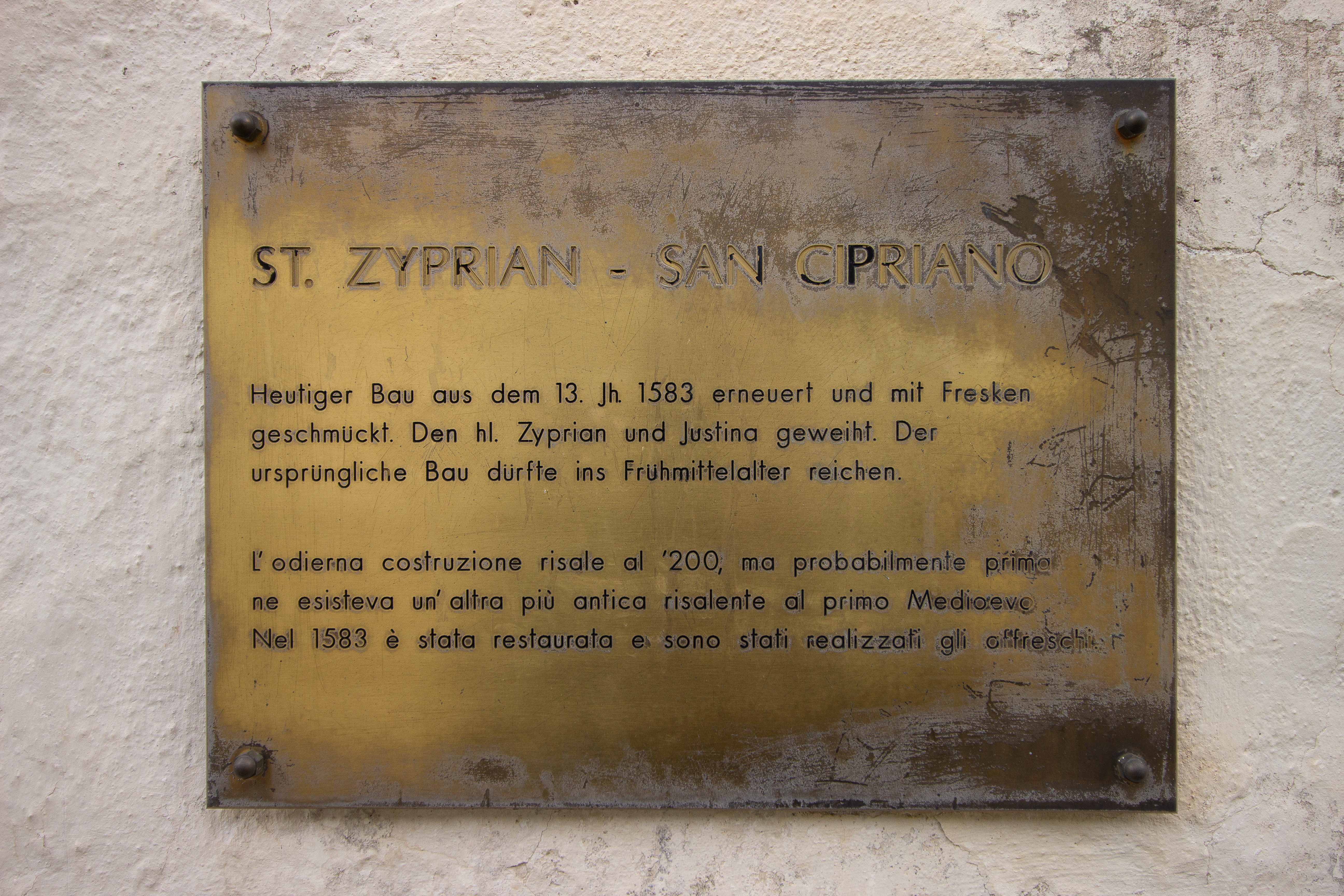
Inschrift an der Kapelle